# Xanthoparmelia convolutella
Xanthoparmelia convolutella är en lavart som beskrevs av Elix. Xanthoparmelia convolutella ingår i släktet Xanthoparmelia och familjen Parmeliaceae.   Inga underarter finns listade i Catalogue of Life.